# Japonais argotique
 (septembre 2016).
Le japonais argotique est le japonais parlé dans un contexte familier et ne respectant pas les règles grammaticales ou le vocabulaire traditionnel. L'argot est à distinguer du patois ou dialecte (tel que le Kansai-ben de la région du Kansai au Japon) en ceci qu'il correspond à une distinction d'usage (imprécis) plutôt qu'à une distinction géographique. C'est un registre de langue (imprécis). Comme nos argots occidentaux courants (lesquels ?), il a plus une visée sociale que cryptique (une visée cryptique est aussi sociale) et se révèle donc proche du jargon (imprécis).
On peut en distinguer plusieurs au Japon, suivant les groupes d'utilisateurs (par exemple, l'argot des yakuza diffère quelque peu de l'argot des étudiants) et l'influence du patois local.
Le langage parlé familier est appelé zokugo (俗語, langage argotique). L'argot en lui-même porte plusieurs noms dont higo (卑語, langage vil/vulgaire) et rigo (俚語, langage rustique), ce dernier désignant aussi un dialecte.
Note:  Pour éviter la surcharge, les mots sont généralement donnés en kana, de manière à permettre de visualiser les changements au niveau des syllabes.

## Principe
Note: les entrées sont, dans la mesure du possible, triées selon l'ordre du syllabaire hiragana en vigueur pour la langue japonaise.

### Caractéristiques

#### Argot tokyoïte
- Forte tendance au raccourcissement des expressions (conjugaison, fusion de particules)
- Raccourcissement du vocabulaire, notamment par fusion de morceau de mots d'une expression (à la manière de auto-école pour école de conduite automobile)
- Suppression des particules « évidentes », notamment de la particule de thème (ellipse).
- Ajout de préfixes ou suffixes au vocabulaire pour en accentuer le sens.
- Transformation des ai, oi et ae en ee (monophtongaison).
  - Exemple: 煩い (urusai, tais-toi) devient うるせえ (urusee) voire parfois うっせー (ussee); 手前 (temae, tu « insultant ») devient てめえ (temee); すごい (sugoi, super) devient すげえ (sugee).
- Utilisation de verlan
  - Exemple: しくよろ (shikuyoro) pour よろしく (yoroshiku, Je compte sur toi) ou まいう (maiu) pour 旨い (umai, délicieux)
- Utilisation de grammaire inversée, en général pour emphase.
  - Exemple: 何 これ？ (nani kore?) pour これは 何？ (kore wa nani?, qu'est-ce que c'est ?).
  - 食べた、君のチョコ。 (tabeta, kimi no choko, Je les ai mangés, tes chocolats) pour 君のチョコを　食べた。 (kimi no choko wo tabeta, j'ai mangé tes chocolats).
- Utilisation de mots anglais plus ou moins déformés et avec un sens plus ou moins respecté.
- Sur-utilisation d'expressions toutes-faites :
  - Exemple : だ　よ　な (da yo na, oui, tout à fait!) pour montrer son accord, ou plus fréquent chez les femmes la simple syllabe ね (ne, oui, n'est-ce pas ?).

#### Argot Yakuza
- Prononciation des 'R' fortement roulée, accentuée par l'utilisation des verbes en formes simples en (-ru).
- Utilisation des ordres secs (-ro, -zo, -ze).
- Utilisation du registre de la fratrie au sein du gang.

### Grammaire

#### Abandon des particules «inutiles»
Les particules qui peuvent être inférées sont supprimées. Il en est ainsi souvent de la particule de thème, le thème se trouvant majoritairement en début de phrase, et de la particule interrogative (-ka ou -no), l'inflexion montante suggérant déjà une question.
桜は大丈夫ですか。 (Sakura wa daijōbu desu ka) peut ainsi devenir 桜大丈夫？ (Sakura daijōbu?). La copule desu a également disparu car évidente.

#### Raccourcissement et corruption des formes conjuguées
- L'exemple le plus flagrant de ce phénomène est la forme négative simple (-nai).

Ainsi, 分からない (wakaranai, ne pas comprendre) peut prendre 2 formes abrégées: 分からん (wakaran) et 分かんない (wakannai). Dans le 1er cas, il s'agit d'un changement de verbe auxiliaire. Dans le second, le doublement du 'n' provoque une blocage du souffle qui suggère l'omission d'une partie du mot. De même, すまない (sumanai, je ne peux être excusé —équivalent de « excusez-moi »—devient すまん (suman).
- -ければ (-kereba) devient -きゃ (-kya) ou -けりゃ (-kerya) (ce dernier étant passé de mode).
  - いかなければ ならない (ikanakereba naranai) devient donc いかなきゃ (ikanakya~~, il faut y aller).
- ちがう (chigau, avoir tort) ou ちがい est souvent modifié en ちげえ (chigee).
- La forme では (dewa) est souvent abrégée en じゃあ (jaa) ou じゃ (ja).
  - それ　では (sore dewa, bon, eh bien… (sous-entendu « je m'en vais ») devient それ　じゃあ (sore jaa).
- Les formes en -や et -や否や (ya et yainaya), basées sur la forme en -ru, sont créées pour lier un verbe d'action à une autre action qui a suivi tout de suite après. Si le second verbe est au présent, c'est une suite d'actions régulière.
  - アリスを見るや、彼は何も言えなかった (Alice wo miruya, kare ha nanimo ienakatta, Si tôt qu'il a vu Alice, il ne put plus rien dire)

#### Fusion d'expression et de forme conjuguée
Contrairement à la section précédente, ces modifications touchent non pas un mot mais un groupe verbal complet voire une expression (nom/adjectifs/particule + verbe).

#### Verbes

##### devoir + verbe
- -ければ ならない (-kereba naranai) peut, au-delà de la transformation -kereba/-kya, voir disparaître la partie ならない (naranai). Il existe aussi une autre manière de dire la partie -kereba naranai, un peu vieillotte car plus utilisée : -kerya.
  - いかなければ ならない (ikanakereba naranai) devient donc いかなきゃ (ikanakya) ou いかなけりゃ (ikanakerya) : « il faut y aller »

##### "faire pour moi"
- -てあげる (-te ageru) (verbe auxiliaire ou 補助動詞) devient -たげる (-tageru).
  - たべてあげて (tabete agete) devient たべたげて (tabeta gete) -faire l'action de- manger).

##### présent progressif
- -ている (-te iru) devient -てる (teru). Et -ておる devient -とる (toru)
  - この子は　はしっている (kono ko ha hashitte iru) devient donc この　こ　は　はしってる (kono ko ha hashitteru) ou この こ は はしっとる (kono ko ha hashittoru) : « cet enfant court »

##### faire en avance
- -ておく (-te oku) devient -とく (-toku).
  - -ておこう (-te okou) devient -とこう (-tokou).
  - -ておいた (-te oita) devient -といた (-toita).

##### faire à fond
- -てしまう (-te shimau) devient -ちゃう (-chau) ou -ちまう (-chimau).
  - たべてしまう devient donc たべちゃう (Mange jusqu'à la dernière miette).
  - -てしまおう (-te shimaou) devient -ちゃおう (-chaou).
  - -てしまった (-te shimatta) devient -ちゃった (-chatta).

##### "faire pour moi"
- -てちょうだい (-te chōdai) devient -てちょ (-te cho).
  - てがみ　を　かいて　ちょうだい！ devient てがみ　を　かいて　ちょ！ (Écris cette lettre pour moi!)
- -ては (-te wa) devient -ちゃ (-cha).
  - ここ　で　たべて　は　だめ devient donc ここ　で　たべちゃ　だめ (Manger ici, c'est mal).
- -てはしない (-te wa shinai) devient -てやしない (-te ya shinai).
  - exemple à trouver

##### faire à fond (2)
- -でしまう (-de shimau) devient -じゃう (-jau) ou -じまう (-jimau).
  - のんで　しまう devient donc のんじゃう (Termine de boire).
  - -で　しまおう (-de shimaou) devient -じゃおう (-jaou).
  - -で　しまった (-de shimatta) devient -じゃった (-jatta).
- -で　は (-de wa) devient -じゃ (-ja).

En quelque sorte une syllabe se terminant en え(e) suivie de は (wa) se contracte en utilisant la formule suivante : consonne de la première syllabe + や (ya) exemple : でわ (dewa) se contracte en じゃ (ja) car au départ on a de+wa= dya mais en japonais « dya" n'existe pas donc devient « ja ». Un autre exemple (régulier cette fois-ci) ね (ne)+わ (wa) = にゃ (nya).
- - ここ　で　のんで　は　だめ devient donc ここ　で　のんじゃ　だめ (Boire ici, c'est mal).
- -る　の (-ru no) devient -んの (-nno).
  - なに　してる　の devient donc なに　してんの (Qu'est-ce que tu fais?). Pour être encore plus dans l'argotique, dites : なに しやがんの (nani shiyaganno)

#### Expressions
- おはよう　ございます (ohayō gozaimasu, bonjour) devient おは (oha) ou おっす (ossu, construit par fusion du début et de la fin de l'expression). Parfois également, ういっす (uissu) et よっ! (yo!).
- -しか　ない (-shika nai) devient -っきゃ　ない (-kkya nai) (comme -hoka nai).
- -しない　で (-shinai de) devient -せん　で (-sen de).
- だというの (da to iu no, puisque je te dis que) devient だっちゅうの (dacchu no), expression qui a été élu expression à la mode de l'année 1998. On trouve aussi だちゅうの (dachu no) et だっつうの (dattsu no).
- です　か (desu ka) devient かい (kai).
- と　いうか (to iu ka) ou と　ゆうか (to yūka) est souvent abrégée en つうか (tsūka), てか  (teka).
- -ほか　ない (-hoka nai) devient -っきゃ　ない (-kkya nai) (comme -shika nai).
- ふざける　な　よ (fuzakeru na yo) devient ふざけん　な　よ (fuzaken na yo), ふざけん　じゃ　ねよ (fuzaken ja neyo) voire ざっけなよ (zakkenayo).
- の　だ (no da, être -sous entendu « c'est un fait »-) devient んだ (nda).
  - ねる　の　だ (neru noda, je te signale que je dors.) devient ねる　んだ (neru nda).
- よろしく　たのみます (yoroshiku tanomimasu, demander une faveur) devient よろしく　たのんます (yoroshiku tanom masu).

#### Nouvelles règles
- La conjonction そばから permet de lier 2 actions successives immédiatement, suite qui se répète régulièrement.
  - アリスを見るそばから、彼は何も言えない (Alice wo miru sobakara, kare ha nanimo ienai, Dès qu'il voit Alice, il ne peut plus rien dire)
- Remplacement de la déclinaison du verbe (par exemple, celle de 'ru' pour neru) par celle de oru (おる).
  - ねた (neta, je dormais) devient ね-おった (ne-otta).
- Remplacement de la déclinaison du verbe (par exemple, celle de 'ru' pour neru) par celle de yagaru (やがる) (Note : très argotique !)
  - なに　を　する？ (nani o suru?, que fais-tu ?) devient なに　しやがる？ (nani shiyagaru?).

### Vocabulaire

#### Néologismes et corruption d'usages
- 超 (chō), équivalent de とても (totemo, très).
- めちゃくちゃ (mechakucha), devient めちゃ (mecha) ou めっちゃ. il est souvent utilisé dans le sens de とても avec une nuance plus forte.
- むかつく (mukatsuku, ça m'énerve).

#### Contractions d'expressions
- どこ　か (doko ka), où ka est la particule de sujet d'une subordonnée, et どこ　から (doko kara) deviennent respectivement どっか (dokka) et どっから (dokkara).
- なに　か (nani ka), où ka est la particule de sujet d'une subordonnée, est raccourci en なんか (nanka).

#### Contraction de mots
La tendance générale est de réduire les difficultés d'articulations en réduisant le nombre de phonèmes ou en retirant certaines voyelles. Par exemple, gakusei pourrait être prononcé gak'sei, prononcer ku nécessitant de refermer nettement la bouche par rapport au reste du mot. Le 'k', lui, peut être prononcé sans bouger les lèvres.
- うるさい (urusai, tais-toi) peut devenir entre autres うっせ (usse).
- げつようび (getsuyōbi, Lundi) devient げつよう (getsuyō). Les autres jours de la semaine peuvent être raccourcis de la même façon.
- 気持ち　が　悪い (kimochi ga warui, je me sens mal/ça me dégoûte) peut devenir きもい/キモい (kimoi, dégoûtant (ne peut être utilisé pour le sens « je me sens mal »)).
- これ　は/それ　は/あれ　は (kore wa/sore wa/are wa) deviennent respectivement こりゃ/そりゃ/ありゃ (korya, sorya, arya).
- こちら/そちら/あちら (kochira/sochira/achira) deviennent respectivement こっち/そっち/あっち (kocchi/socchi/acchi).
- さようなら (sayōnara, au revoir) devient さんなら (sannara).
- でも (demo, mais/cependant/même si) peut devenir だって (datte, mais/même si/parce que/aussi -ne couvre donc pas tous les usages-).
- ところで (tokorode, à propos/par ailleurs) devient とこで (tokode).
- ほんとに (hontoni, vraiment) devient ほんと (honto) lorsqu'il est seul (Honto? Honto!).
- まじめ (majime, sérieux) devient マジ (maji) lorsqu'il est seul et prend une connotation « Tu plaisantes? » (Maji?) « Non, non, sérieusement » (Maji yo!).
- まったく (mattaku, zut) devient ったく (ttaku).
- むずい (muzui), contraction de むずかしい (muzukashii, difficile). Plutôt infantile.
- やっぱ (yappa), contraction de やっぱり (yappari, je l'aurais parié/comme de juste).
- てか (teka), contraction de というか (to iu ka, comment dire).
- ばっかり (bakkari), ばっか (bakka), contraction de ばかり (bakari, seulement/environ)

#### Ajout de préfixes
- baka- (馬鹿), comme dans bakayasu (≈ très peu cher). Signifie extrêmement ou stupidement.
- buchi- (打ち), comme dans buchiataru (≈ se confronter). Ajoute une notion d'impact, de coups donnés. Se rencontre aussi comme bu'- et bun-.
- do- (ど), comme dans dobusu (≈ boudin, en parlant d'une fille). Notion d'extrémité et de vulgarité.
- fun- (ふん), comme dans fundakuru (≈ extorquer). Notion de violence.
- hin- (ひん) ou hiki- (引き), comme dans hinmageru (≈ tordre). Ajoute en intensité.
- ike- (いけ), comme dans ikezūzūshii (≈ sans honte). Notion d'abus et de vulgarité.
- kuso- (くそ), comme dans kusobabā (≈ la vioque). Condamnation, notion d'extrémité.
- o'- (おっ), comme dans oppirogeru (≈ écarter en grand). Ajout en intensité.
- su'- (すっ), comme dans suttobokeru (≈ feindre). Emphase.

#### Ajout de suffixes
- -kō (公), comme dans ame-kō (≈ amerloque). Indique la familiarité.
- -kusai (臭い), comme dans donkusai (≈ être obtuse). Indique l'indésirabilité d'un état.
- -kuso (くそ), comme dans hetakuso (≈ bon-à-rien). Connotation très négative (kuso signifiant merde).
- -suke (助), comme dans chibisuke (≈ petiot). Suffixe normalement utilisé pour les diminutifs masculins.
- -tare (垂れ), comme dans bakatare (≈ débile). Accentue le caractère négatif (ici, de baka, idiot).

#### Utilisation de mots étrangers
- キッス (kissu, de kiss, bisou) qui donne le verbe キッス　する (kissu suru, s'embrasser).
- デート (dēto, de date, rendez-vous galant).
- remplacement de mots japonais (par exemple あたま, atama, "tête") par des mots anglais (ici ヘード, hēdo, de l'anglais head de même sens) pour rendre le vocabulaire plus moderne
- Combinaison de mots étrangers avec des mots japonais comme baito-kun (« monsieur le travailleur à mi-temps », en parlant à un employé)
- En règle générale pour introduire du vocabulaire anglais dans celui du japonais, il faut suivre les règles suivantes : une voyelle qui ne se prononce pas sera traduite en japonais par un ウ (u) exemple : キルビル (kirubiru) n'est autre que le titre « kill bill » transcrit en japonais. Un « l » seul est imprononçable en japonais c'est pourquoi il faut lui adjoindre une voyelle: "la, le, li, lo, lu". Le japonais emploie donc "lu" pour

## Exemples typiques

### La forme 〜んじゃね
Plutôt vulgaire, il s'agit d'une négation très forte, avec une sens d'impératif.
Ex : 
- 笑わせないで (warawasenai de) : Ne me fais pas rire  ⇒  笑わすんじゃね！(warawasunjane) : Te fous pas de ma gueule !

- そんなことをしないで (son'na koto wo shinai de) : Ne fais pas ça. ⇒ そんなことすんじゃね！(sonnakoto sunjane) : 'Tain fais pas ça, bordel !